# 赵家庄街道
赵家庄街道，原为赵家庄乡，是中华人民共和国山西省运城市河津市下辖的一个乡镇级行政单位。2021年4月20日，撤乡设街道。

## 行政区划
赵家庄街道下辖以下地区：
赵家庄村、官庄村、伏伯村、樊家庄村、义唐村、东庄村、新赵村、邵庄村、石庄村、史恩庄村、史惠庄村、新仁庄村、南里村、北里村、南辛兴村、新兴村、北辛兴村和垣上村。